# خورخي ميندوسا
خورخي ميندوسا (بالبرتغالية: Jorge Mendonça‏) (مواليد 6 يونيو 1954) هو لاعب كرة قدم. يلعب مع منتخب البرازيل لكرة القدم. سبق له أن لعب في كأس العالم لكرة القدم مع منتخب بلاده.

## روابط خارجية
- خورخي ميندوسا على موقع قاعدة بيانات كرة القدم.إي يو (الإنجليزية)
- خورخي ميندوسا على موقع ناشيونال فوتبول تيمز (الإنجليزية)